# Viborg HK
Viborg HK (Viborg Håndbold Klub) ist ein dänischer Handballverein aus Viborg. Die Damenmannschaft spielt in der höchsten dänischen Spielklasse. Die Herrenmannschaft trat ebenfalls über viele Jahre in der höchsten dänischen Liga an.

## Geschichte
Viborg HK wurde im Jahr 1936 gegründet. Die Damenmannschaft schaffte 1989 den Aufstieg in die höchste dänische Spielklasse. Seitdem gewannen sie 14 Meisterschaften und zehn nationale Pokale. Zusätzlich gewannen sie auf europäischer Ebene sieben Pokale.
Die Herrenmannschaft stieg 1999 in die höchste Spielklasse auf. Die beste Platzierung war die Vizemeisterschaft im Jahr 2007. Im Mai 2013 kündigte der Verein an, dass er aus finanziellen Gründen seine Herrenmannschaft für die Saison 2013/14 zurückzieht. Die Herren beginnen einen Neuanfang in der 2. Division, die dritthöchste Spielklasse.
Der Verein betreibt ein College, das unter anderem von Pia Hildebrand besucht wurde.

## Kader der Saison 2025/26

### Damen
Marielle Martinsen, Era Baumann, Elma Örtemark, Laura Borg Thestrup, Rosa Schmidt, Stine Broløs, Louise Bak, Henriette Hansen, Sara Hald, Anne Hykkelbjerg, Maria Fisker, Christina Pedersen, Cecilie Zimmer, Clara Bro, Louise Søndergaard, Maria Koerth, Frida Johannesen, Jana Mittún
Trainer: Ole Bitsch

## Erfolge

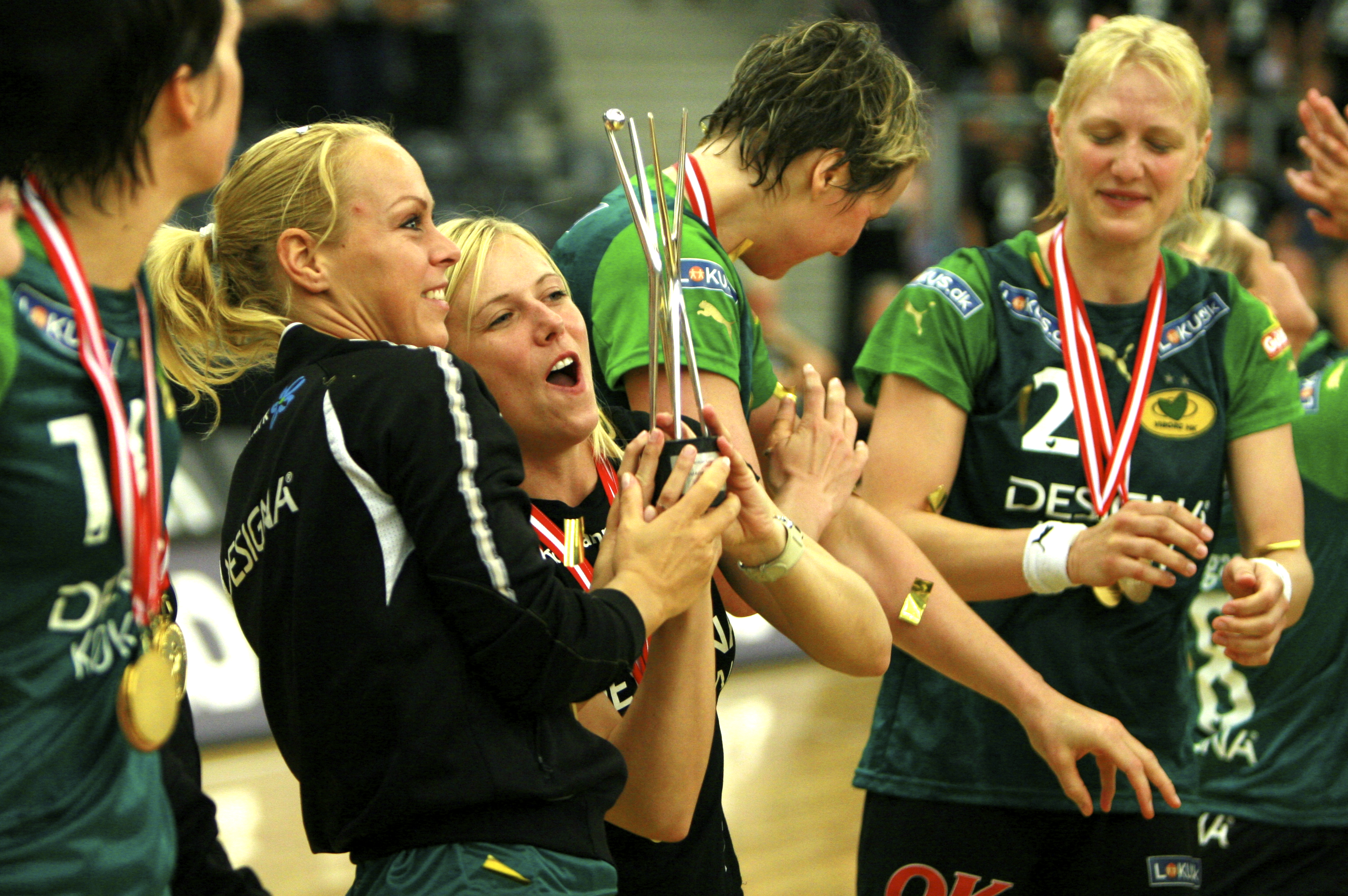
Meisterschaftsfeier 2009

### Damen
- Dänischer Meister:  1994, 1995, 1996, 1997, 1999, 2000, 2001, 2002, 2004, 2006, 2008, 2009, 2010, 2014
- Dänischer Pokalsieger: 1993/94, 1995/96, 1996/97, 2003/04, 2006/07, 2007/08, 2008/09, 2010/11, 2011/12, 2013/14
- Champions League: 2006, 2009, 2010
- EHF-Pokal: 1994, 1999, 2004
- Europapokal der Pokalsieger: 2014

### Herren
- Dänischer Vizemeister 2007
- 3. Platz in der dänischen Meisterschaft 2000

## Bekannte ehemalige Spieler

### Damen
- Anja Andersen
- Heidi Astrup
- Karen Brødsgaard
- Zhai Chao
- Maria Fisker
- Katrine Fruelund
- Isabelle Gulldén
- Anette Hoffmann
- Grit Jurack
- Lotte Kiærskou
- Katrine Lunde Haraldsen
- Kristine Lunde-Borgersen
- Bojana Popović
- Maja Savić
- Rikke Skov
- Heidi Tjugum
- Cristina Vărzaru

### Herren
- Morten Bjerre
- Gábor Császár
- Nikolaj Bredahl Jacobsen
- Michael V. Knudsen
- Hans Lindberg
- Dane Šijan